# Pieter Ghyllebert
Pieter Ghyllebert (Ostenda, 13 giugno 1982) è un ex ciclista su strada ed ex ciclocrossista belga.

## Palmarès

### Strada
- 2002 (Dilettanti, una vittoria)

Flèche Namuroise
- 2006 (Chocolade Jacques, una vittoria)

6ª tappa Österreich-Rundfahrt (Kitzbühel > Prägraten)
- 2007 (Chocolade Jacques, una vittoria)

4ª tappa Tour Down Under (Willunga > Willunga)

#### Altri successi
- 2006 (Chocolade Jacques)

Classifica a punti Bayern Rundfahrt
Classifica scalatori Bayern Rundfahrt
- 2009 (Cycling Club Bourgas)

Criterium Warcoing
Criterium Bulskamp
- 2011 (An Post)

Classifica traguardi volanti Tour of Britain
- 2012 (An Post)

Omloop Mandel-Leie-Schelde
Derny Meulebeke

## Piazzamenti

### Classiche monumento
- Giro delle Fiandre

2005: 88º
2006: ritirato
2007: ritirato
- Parigi-Roubaix

2007: ritirato
2008: ritirato
- Liegi-Bastogne-Liegi

2005: ritirato
2007: ritirato

### Competizioni mondiali
- Campionati del mondo di ciclocross

Poprad 1999 - Junior: 34º
Sint-Michielsgestel 2000 - Junior: 5º